# Chionaspis gilli
Chionaspis gilli är en insektsart som beskrevs av Liu, Kosztarab in Liu, Kosztarab och Rhoades 1987. Chionaspis gilli ingår i släktet Chionaspis och familjen pansarsköldlöss. Inga underarter finns listade i Catalogue of Life.